# Rupert Kimpfler

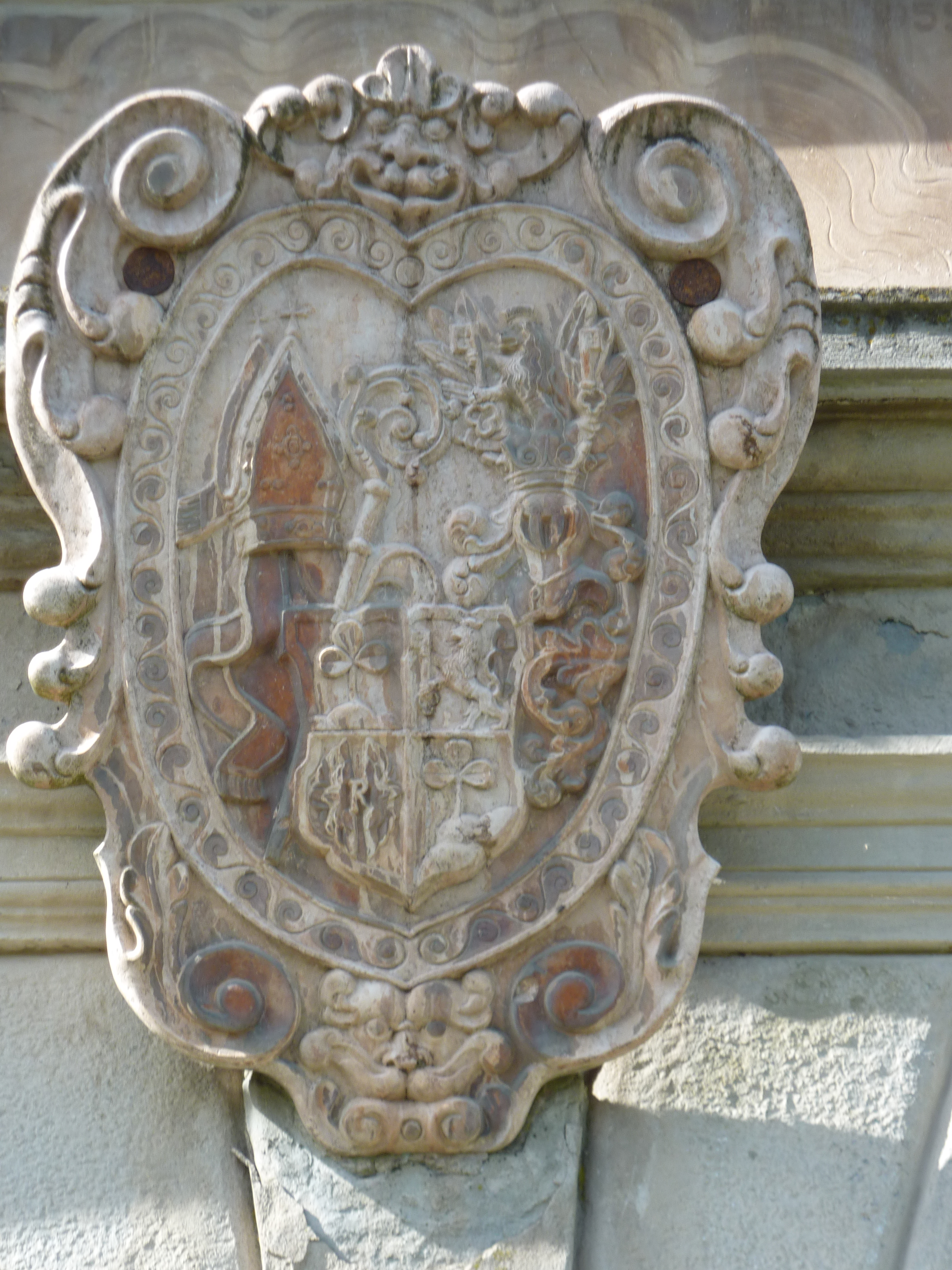
Wappen des Abtes an der Südfront des Stiftes Gleink

Rupert Kimpfler OSB (* 18. September 1638 in Salzburg; † 6. Dezember 1708 in Linz) war Benediktiner und Abt des Stiftes Gleink.

## Leben
Kimpfler entstammte einer noblen Salzburger Familie und wurde am 18. September 1638 in Salzburg geboren. Er trat in das  Kloster Kremsmünster ein, wo er 1656 die Profess ablegte und am 1. November 1663 zum Priester geweiht wurde. Nach dem Studium in Salzburg und Ingolstadt bekleidete er in den Jahren 1674 und 1675 das Amt eines Dekans an der juridischen Fakultät der Universität Salzburg.
1677 folgte er Cölestin Pestaluz als 36. Abt des Stiftes Gleink, wo er die barocke Bauperiode fortführte. Er übertraf in manchen Dingen die hervorragende Arbeit seines Vorgängers, wodurch er in die Annalen des Stiftes als zweiter Gründer einging.
Während eines Aufenthaltes in Linz starb er am 6. Dezember 1708 an erstickendem Katarrh und wurde am 11. Dezember in der von ihm errichteten Krypta des Stiftes Gleink beigesetzt.

## Nachweise
- Hieronymus Besange: Synopsis Vitae Religiosorum. 1777, S. 23 ff.

| Personendaten    | Personendaten                      |
| ---------------- | ---------------------------------- |
| NAME             | Kimpfler, Rupert                   |
| KURZBESCHREIBUNG | Abt des Benediktinerstiftes Gleink |
| GEBURTSDATUM     | 18. September 1638                 |
| GEBURTSORT       | Salzburg                           |
| STERBEDATUM      | 6. Dezember 1708                   |
| STERBEORT        | Linz                               |